# Рубен Соса
Рубен Соса Арсаис (на испански: Ruben Sosa Arzaiz) е бивш уругвайски футболист, роден на 25 април 1966 г. в Монтевидео. С националния отбор е участник на СП 1990 и печели два пъти Копа Америка.
Соса започва професионалната си кариера в Данубио едва петнадесетгодишен, с което става един от най-младите футболисти, играли в уругвайската първа дивизия. След три години пременава в Реал Сарагоса, където играе също три години и печели Купата на краля, като във финала срещу Барселона вкарва решаващото попадение. После играе в италианските Лацио и Интер, като с последния отбор печели Купата на УЕФА и през сезони 1992/1993 и 1993/1994 е голмайстор на отбора. След пристигането на Денис Бергкамп обаче отмосферата в отбора се разваля и през лятото на Соса напуска Интер в посока Първа Бундеслига. Там той става шампион с Борусия Дортмунд. Следва кратък престой в испанския Логронес, преди Соса да сбъдне мечтата си – да играе за любимия си уругвайски отбор Насионал Монтевидео. С Насионал печели четири титли на Уругвай. През 2002 г. преминава в Шанхай Шенхуа, а през 2004 г. се завръща в Насионал, където по-късно работи и като помощник-треньор е печели още две шампионски титли. Завършва кариерата си в Расинг Клуб.

## Успехи
- 2х Носител на Копа Америка: 1987 и 1995
- 1х Носител на Купата на УЕФА: 1994 (с Интер)
- 1х Шампион на Германия: 1996 (с Борусия)
- 6х Шампион на Уругвай: 1998, 2000, 2001, 2002, 2005 и 2005/2006 (с Насионал, последните две като помощник-треньор)
- 1х Купата на краля: 1986 (с Реал Сарагоса)